# 施特羅伊河 (卡爾河支流)
50°5′50.57″N 9°5′43.48″E / 50.0973806°N 9.0954111°E

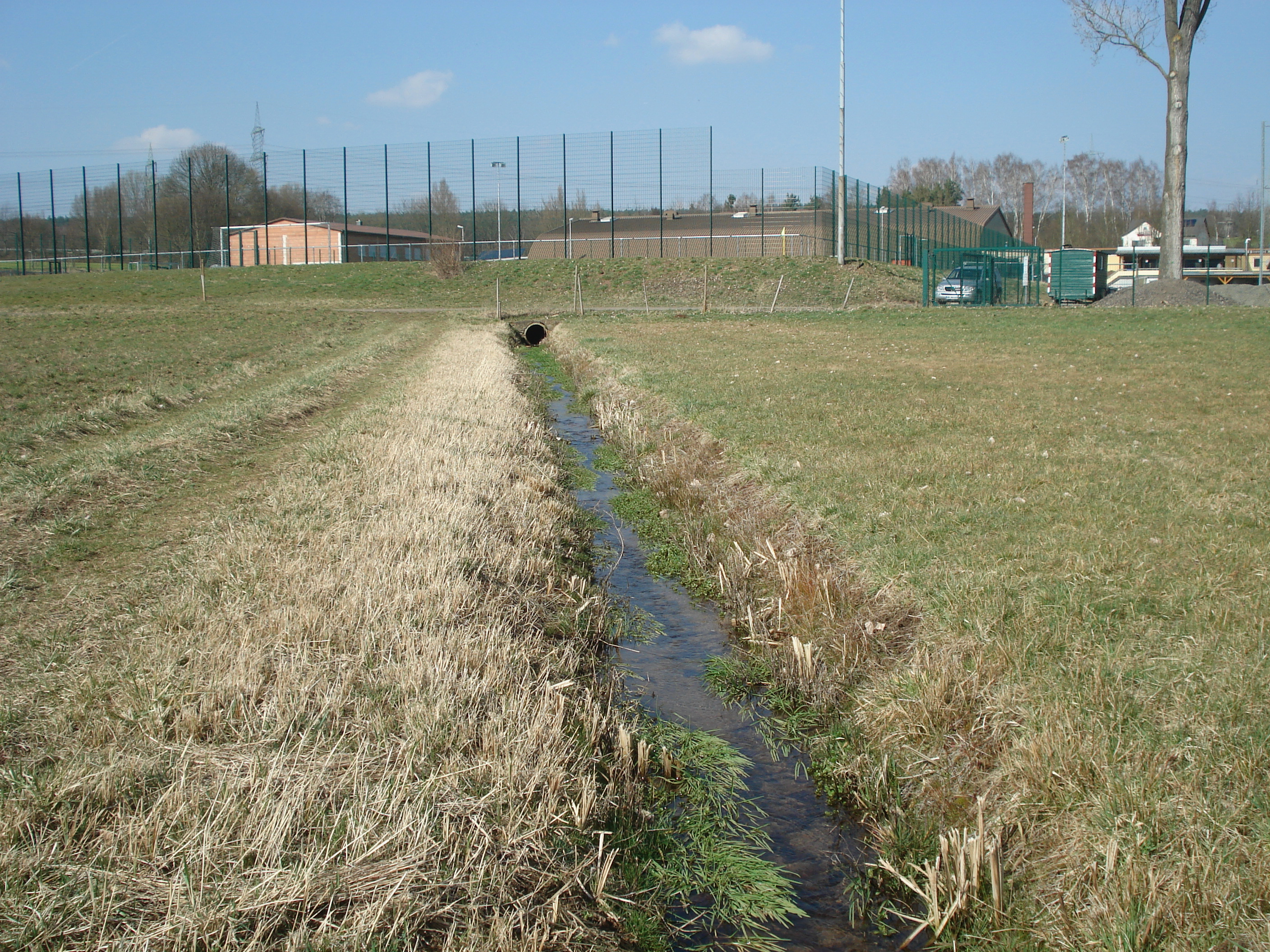

施特羅伊河（德語：Streu），是德國的河流，位於該國東南部，由巴伐利亞負責管轄，屬於卡爾河的右支流，河道全長1.5公里，流域面積1.9平方公里。